# 利胡拉鄉

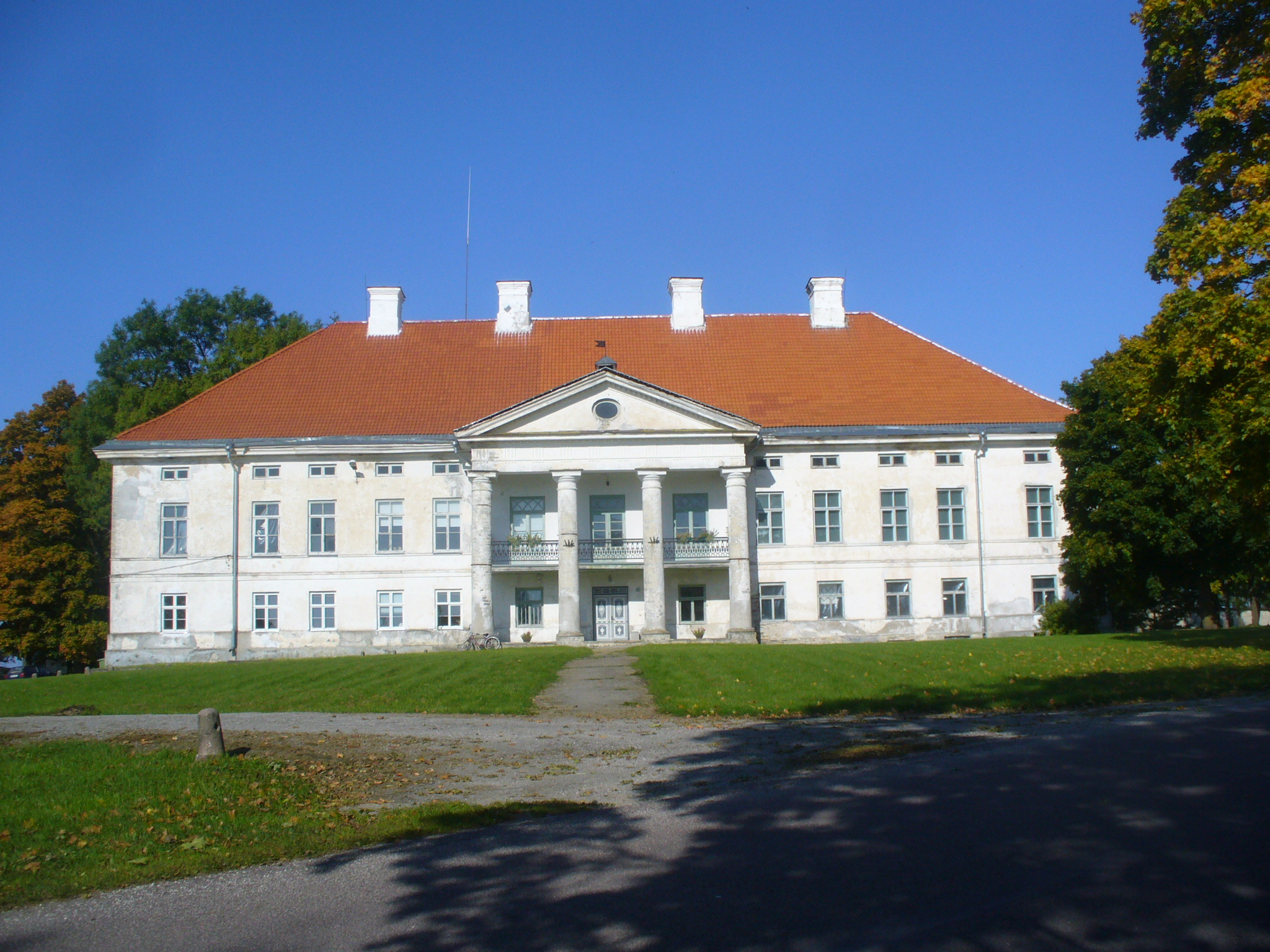
利胡拉庄园

利胡拉鄉，曾是愛沙尼亞萊內縣的一個鄉村型市镇，位於該國西部，行政中心設於利胡拉，面積367平方公里，2010年人口2,652，人口密度每平方公里7人。
2017年爱沙尼亚行政改革后，利胡拉市镇与其他市镇一起合并为新的莱内兰纳市镇，并从此隶属派尔努县。
58°40′N 23°50′E / 58.667°N 23.833°E